# Stadtfriedhof de Göttingen
Le Stadtfriedhof  (cimetière de la Ville) est un des cimetières de Göttingen en  Allemagne. Il accueille les tombes de nombreuses personnalités notamment du monde universitaire et scientifique. C'est le lieu de sépulture de pas moins de huit prix Nobel : Max Born, Otto Hahn, Max von Laue, Walther Nernst, Max Planck, Otto Wallach, Adolf Windaus et
Richard Zsigmondy.

## Situation et histoire
Ce cimetière se trouve à la limite occidentale de la ville de Göttingen et s'étend sur 36 hectares, pour environ 60 000 caveaux et emplacements d'urnes.
À cause de la croissance de la population urbaine, le bourgmestre Georg Merkel décide en 1879 d'ouvrir un nouveau cimetière à Grone en dehors de la ville, et faubourg aujourd'hui. La première section, qui recouvre 7,5 hectares, est inaugurée en décembre 1881, et remplace désormais le cimetière Albani. La chapelle du cimetière réservée au culte luthérien est bâtie par l'architecte de la Ville Heinrich Gerber au tournant du siècle. Le cimetière est agrandi cinq fois, la dernière fois en 1963. En 1975, le nouveau cimetière paysager de Junkerberg accueille les sépultures des défunts de Göttingen et donc les droits de sépulture des défunts souhaitant être enterrés au Stadtfriedhof ne sont réservés qu'à ceux issus de familles y possédant déjà un caveau. La discussion se poursuit de façon récurrente de savoir s'il faut démolir la plupart des tombes, ne gardant que certaines tombes bistoriques afin d'en faire un cimetière-parc, sans que le débat ne soit tranché  ,.
On trouve des tombes de soldats russes de la Première Guerre mondiale. au milieu du cimetière environ un millier de tombes de soldats et victimes de la Seconde Guerre mondiale. Un petit cimetière juif aménagé dès 1843 s'étend au nord-ouest du Stadtfriedhof.

## Sépultures
|          |
| Max Born |

|           |
| Otto Hahn |

|              |
| Max von Laue |

|                |
| Walther Nernst |

|            |
| Max Planck |

|              |
| Otto Wallach |

|               |
| Adolf Windaus |

|                   |
| Richard Zsigmondy |

Huit Prix Nobel sont inhumés ici :
- Max Born, physique 1954 [4]
- Otto Hahn, chimie 1944 [4]
- Max von Laue, physique 1914 [4]
- Walther Nernst, chimie 1920 [4]
- Max Planck, physique 1918 [4]
- Otto Wallach, chimie 1910 [4]
- Adolf Windaus, chimie, 1928 [4]
- Richard Zsigmondy, Chemistry 1925 [4]

|                                              |
| Friedrich Carl Andreas et Lou Andreas-Salomé |

|               |
| David Hilbert |

|                    |
| Rudolf von Jhering |

|                    |
| Karl Schwarzschild |

|               |
| Wilhelm Weber |

|                |
| Konrat Ziegler |

En outre le Stadtfriedhof abrite aussi les tombes des personnalités suivantes :
- Friedrich Carl Andreas (1846-1930), iraniste et orientaliste[5]
- Lou Andreas-Salomé (1861-1937), essayiste et psychanalyste[6]
- Georg Friedrich Calsow (1857-1931), homme politique, maire de Göttingen[4]
- Hermann Föge (1878-1963), juriste et homme politique[4]
- David Hilbert (1862-1943), mathématicien[7]
- Heinz Hilpert (1890-1967), acteur
- Friedrich Hoßbach (1894-1980), général
- Rudolf von Jhering (1818-1892), juriste
- Bruno Karl August Jung (1886-1966), maire de Göttingen[4]
- Gottfried Jungmichel (1902-1981), universitaire et homme politique[4]
- Gustav Körte (1852-1917), archéologue
- Paul de Lagarde (1827-1891), philosophe et auteur du mouvement völkisch
- Walter Meyerhoff (1890-1977), juriste et homme politique[4]
- Thomas Oppermann (1954-2020), homme politique SPD
- Robert Pohl (1884-1976), physicien
- Karl Schwarzschild (1873-1916), astronome et physicien[8]
- Wilhelm Eduard Weber (1804-1891), physicien[9]
- Konrat Ziegler (1884-1974), universitaire, Juste parmi les Nations[4]
- Carl Ludwig von Bar, professeur de droit
- Adolf Ellissen, homme politique et historien de la littérature
- Moritz Heyne, historien médiéviste et lexicographe
- Heinz Hilpert, acteur et directeur de théâtre
- Friedrich Hoffmann (juriste)
- Rudolf von Jhering, juriste
- Felix Klein mathématicien
- Ernst Wilhelm Klinkerfues, astronome
- Paul de Lagarde, philosophe et orientaliste
- Herman Nohl, éducateur et philosophe
- Hermann Oncken, historien
- Ludwig Prandtl, ingénieur et physicien
- Friedrich Julius Rosenbach
- Max Runge, gynécologue
- Wolfgang Sartorius von Waltershausen, géologue
- Karl Schwarzschild (1873-1916), astronome et physicien
- Carl Ludwig Siegel, mathématicien
- Gustav Tammann, chimiste
- Henry Tammann, docteur et universitaire
- Hannah Vogt, historien
- Friedrich Woehler chimiste